# Col du Bonhomme (massif du Mont-Blanc)
Pour les articles homonymes, voir Col du Bonhomme.
Ne doit pas être confondu avec Col de la Croix du Bonhomme.
Le col du Bonhomme est un col de France situé à 2 329 mètres d'altitude, en Haute-Savoie, entre les massifs du Mont-Blanc et du Beaufortain.

## Géographie

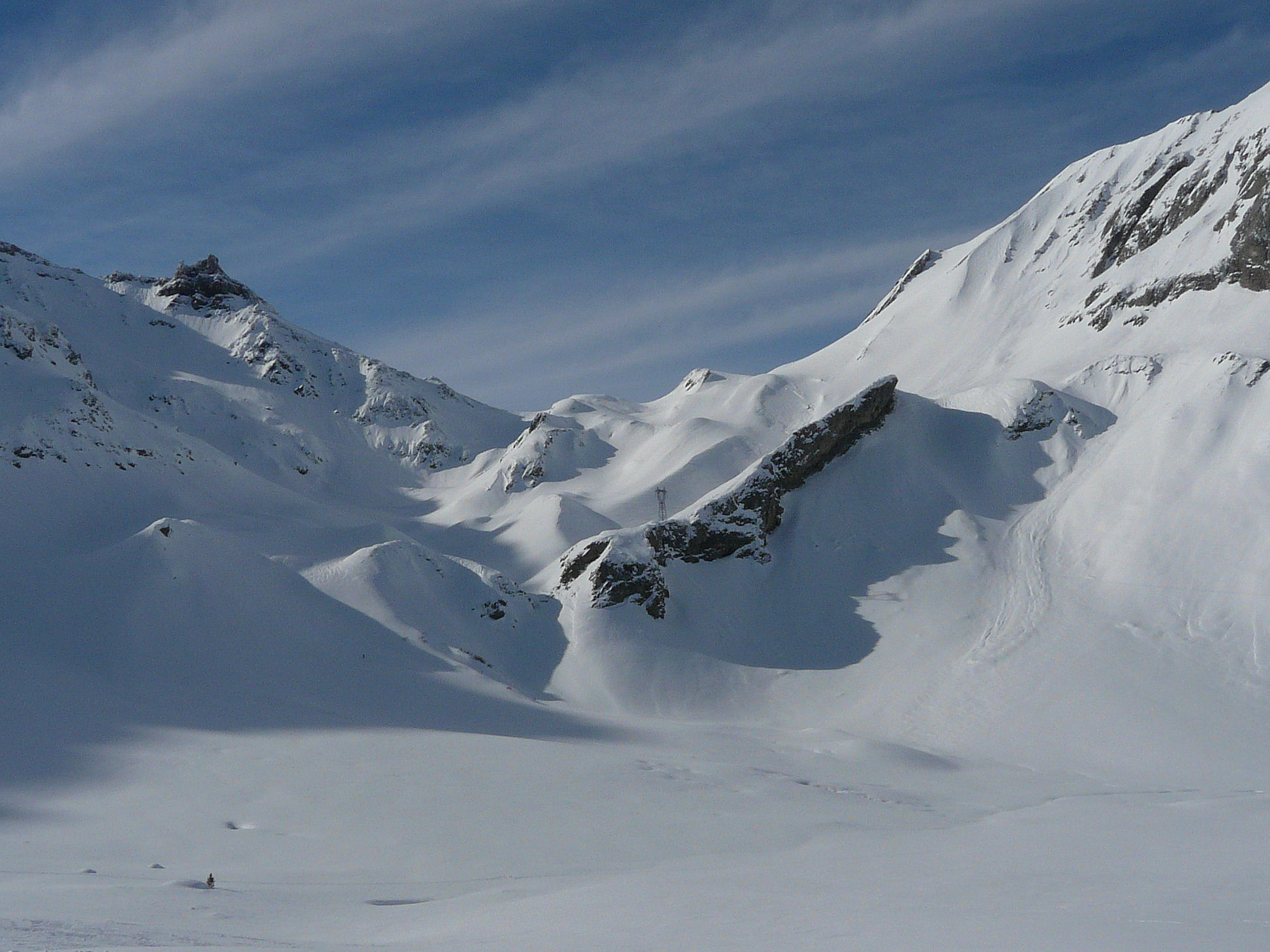
Vue du col du Bonhomme en hiver depuis les monts Jovet au nord-nord-est.

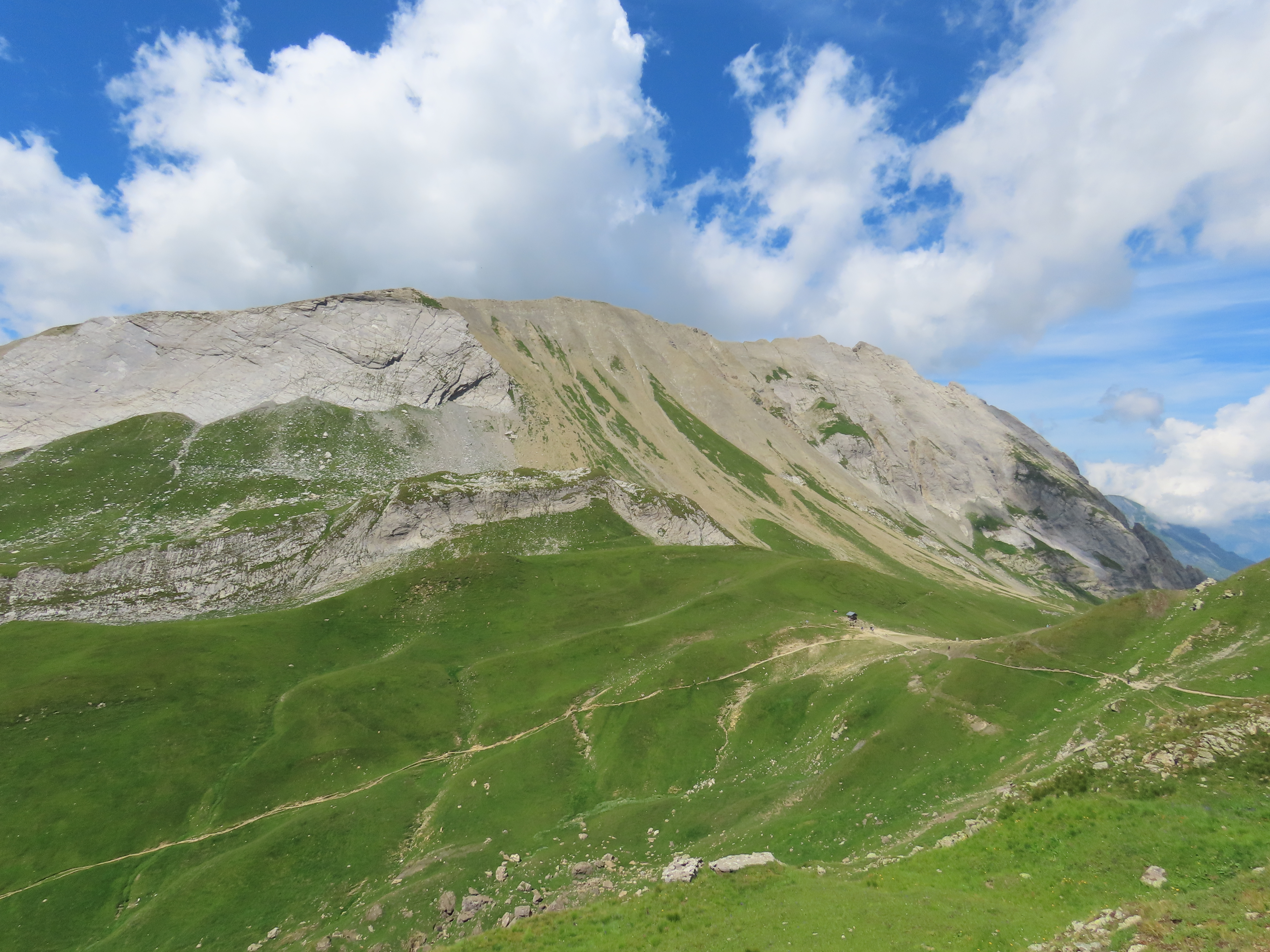
Le col du Bonhomme dominé par les aiguilles de la Pennaz depuis le sentier menant au refuge de la Croix du Bonhomme au sud-est.

Le col du Bonhomme est situé dans le sud-est de la Haute-Savoie et intégralement sur le territoire communal des Contamines-Montjoie, la limite administrative avec Beaufort passe sur l'adret du col, à environ un kilomètre plus au sud que la ligne de crête.
Il constitue un passage naturel relativement aisé entre le rocher du Bonhomme et les aiguilles de la Pennaz, permettant ainsi de faire communiquer le val Montjoie au nord avec le Beaufortain au sud-ouest : les deux tronçons de l'ancienne route nationale 202 interrompue entre les Chapieux au sud et Notre-Dame-de-la-Gorge au nord devaient être reliés via le col du Bonhomme dans le cadre de la route des Grandes Alpes avant que le projet ne soit abandonné dans ce secteur et que la route ne passe plus à l'ouest.
Le col du Bonhomme est connu pour ses Grès Singuliers, un système sédimentaire à dominance siliciclastique découvert par de Saussure en 1779, et dont l'origine est énigmatique.

## Accès

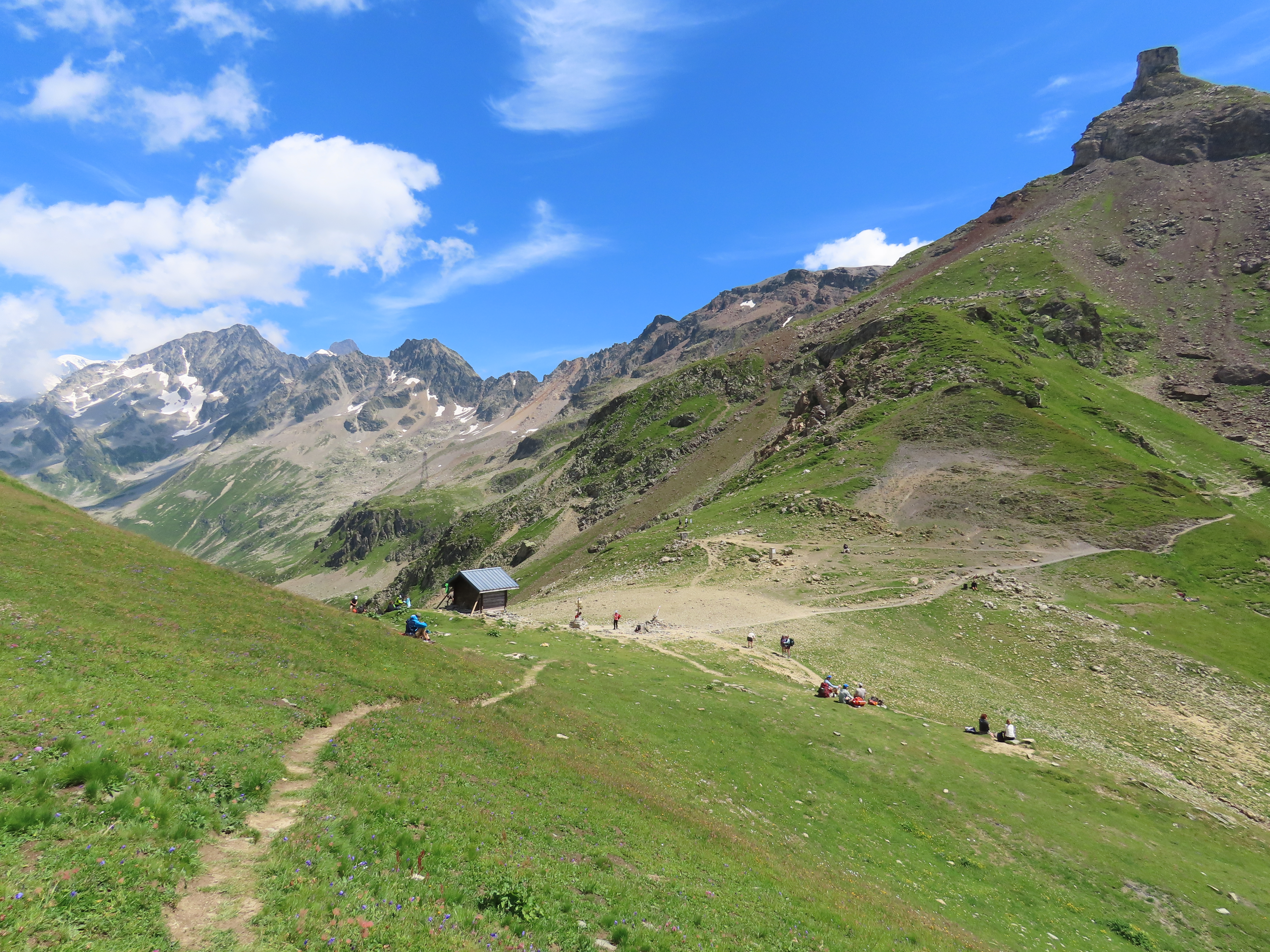
Randonneurs faisant halte au col dominé par le rocher du Bonhomme et faisant face au massif du Mont-Blanc, notamment le mont Tondu à gauche.

C'est l'un des cols franchis sur les sentiers de grande randonnée du GR 5 et du Tour du Mont-Blanc à proximité du refuge de la Croix du Bonhomme situé à 2 443 mètres d'altitude.
Depuis le départ du fond de la vallée des Contamines-Montjoie, à la chapelle Notre-Dame-de-la-Gorge, la montée s'effectue en 2 h 30 min à 3 h 30 min, ce qui le rend accessible à un grand nombre de marcheurs. Cette montée figure fréquemment au programme de l'Ultra-Trail du Mont-Blanc, course qui a lieu chaque été à la fin du mois d'août. On peut aussi y accéder depuis les Chapieux, le barrage de la Gittaz et le chemin de la crête des Gittes.

## Histoire

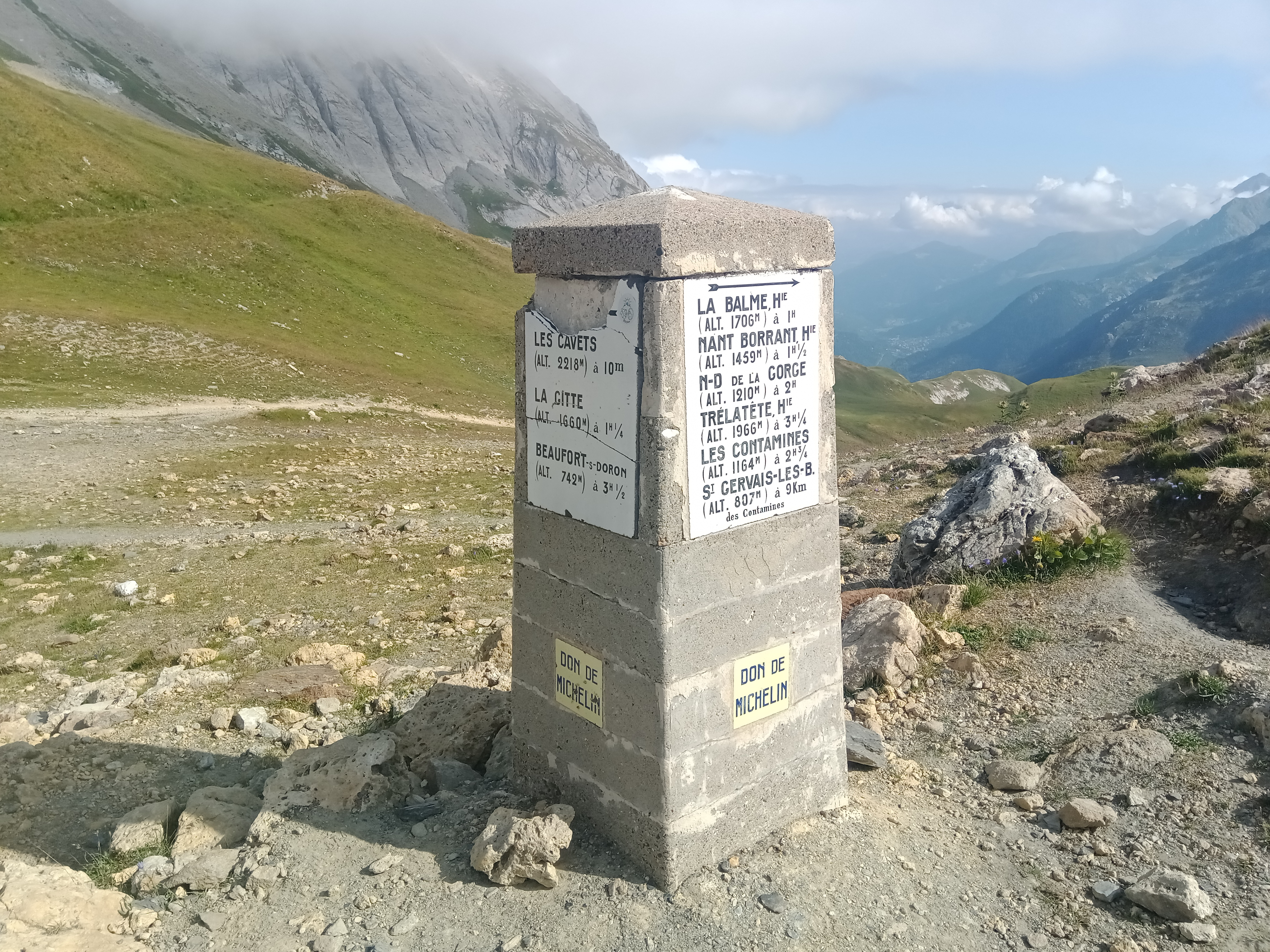
Borne Michelin du col du Bonhomme.

En 1355, à la suite du traité de Paris, le Faucigny passe de la possession des comtes de Genève à celle du comté de Savoie et le col du Bonhomme perd son statut de frontière. Le val Montjoie dépend désormais de la « Maison de Savoie ».
En 1860 lors de l'annexion de la Savoie, une zone franche est instaurée sur une grande partie nord de la Savoie, et le col en constitue une des limites méridionales.
La nuit 27 août 1689, à Prangins, près de Nyon au bord du Léman (Suisse), environ mille hommes de la religion vaudoise se mettent en chemin, pour retourner dans leurs vallées du haut Piémont. En neuf jours ils parcourent 200 km en contournant le massif du Mont-Blanc par le col du Bonhomme pour atteindre Sibaud (Bobbio Pellice). Cette première randonnée, non sans victimes, fut appelée « Glorieuse Rentrée » des chrétiens persécutés.
À la suite de la visite de l’Empereur Napoléon III après le rattachement de la Savoie à la France (1860), le sentier du col du Bonhomme est aménagé (1861-1866). La zone franche est ultérieurement réduite, en 1919, par la France à l'issue de la Première Guerre mondiale par le traité de Versailles.
Le col se situe sur un itinéraire qui était prévu pour être intégré dans la route des Grandes Alpes (ancienne nationale 202), projet qui fut abandonné pour des raisons environnementales.